# Bacchanalienskandal

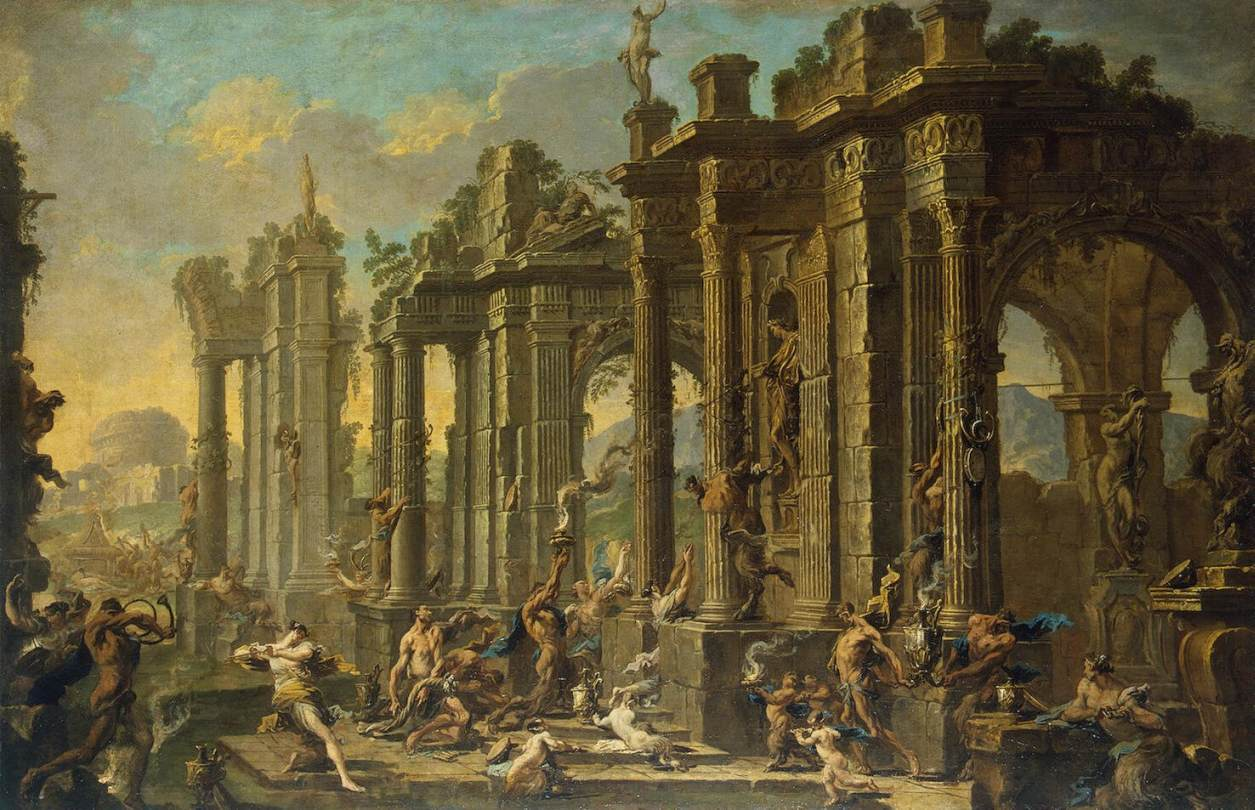
Rasende Bacchanten inmitten der Ruinen der Zivilisation, Ölgemälde von Alessandro Magnasco und Clemente Spera (ca. 1710)

Als Bacchanalienskandal wird die Unterdrückung des Kultes des Bacchus im republikanischen Rom des Jahres 186 v. Chr. bezeichnet. Die Art und Weise, wie diese Kulte zelebriert wurden, zumeist als nächtliche Zusammentreffen aus Gemeinschaften von Frauen und Männern, setzte diese in der römischen Elite dem Verdacht von subversiven Handlungen aus.

## Der Bericht des Livius
Der römische Geschichtsschreiber Titus Livius gibt im 39. Buch seiner römischen Geschichte Ab urbe condita („Von der Gründung der Stadt an“) eine ausführliche und ausgesprochen dramatische Darstellung der Ereignisse. Darüber hinaus finden sich noch mehrere Erwähnungen des Bacchanalienskandals in der anekdotischen Sammlung des Valerius Maximus, aus denen man aber nichts über das bei Livius Berichtete hinaus erfährt.
Zunächst berichtet Livius, dass die Ausbreitung der letztlich vom Senat unterdrückten Form des Bacchuskultes von einem griechischen Priester minderen Ranges ausging, der sich eine Zeit lang in Etrurien aufgehalten, sich dann nach Rom gewandt und begonnen habe, für seine nächtlichen Riten Anhänger zu suchen. Zunächst seien es nur einige Wenige gewesen, die er in seine Mysterien einweihen konnte, bald aber schon wuchs ihre Zahl ganz erheblich, und zwar aufgrund der Anziehungskraft, die der Genuss von Wein und sexuelle Freizügigkeiten, zu denen es im Laufe dieser bacchischen Orgien kam, auf Frauen wie Männer ausübte. („Orgie“ im antiken Verständnis war eine im Rahmen einer Kultfeier stattfindende Handlung, wörtlich eine „Arbeit“.) Jede denkbare Liederlichkeit habe man da ausgeübt, und nicht nur das: Giftmischerei, Urkundenfälschung, Verleumdung, alle möglichen Verbrechen bis hin zu blankem Mord habe man ausgeheckt und betrieben: „Vieles geschah durch Verrat, das meiste durch Gewalt, doch blieb es geheim, da man die Schreie der Opfer über dem Tosen der Trommeln und Cymbeln nicht hörte“. Die Beschreibung lässt nichts von dem missen, was bis heute zum Klischee einer klassisch-römischen Orgie gehört.
Doch schließlich wurde, allem Trommeldröhnen und Beckenschlagen zum Trotz, das finstere Treiben doch offenbar: Ein Waisenkind, Publius Aebutius, war von seinem Stiefvater um sein Erbe gebracht worden und sollte nun aus dem Weg geräumt oder unschädlich gemacht werden. Zu diesem Zweck wollte seine Mutter den Jungen dem entnervenden Einfluss der bacchischen Orgien aussetzen. Sie hätte ein Gelübde gemacht, ihren Sohn dem Bacchus zu weihen, als dieser schwer krank war. Der Sohn hatte zunächst keine Einwände, erzählte aber seiner Geliebten von der bevorstehenden Einweihung, einer Freigelassenen namens Hispala Fecenia, zwar Kurtisane, aber von edler Gesinnung. Diese war entsetzt, vor ihrer Freilassung habe sie nämlich ihre damalige Herrin zu jenen nächtigen Feiern begleiten müssen und sei Zeuge der dort verübten Scheußlichkeiten geworden: „eine Brutstätte jeglicher Art des Verderbens“ (corruptelarum omnis generis … officinam), wie sie sich ausdrückt. Man werde ihn dort an einen Priester übergeben, der ihn an einen Ort bringen werde, wo, übertönt von Trommeln und Cymbeln, niemand seine Schreie höre. Er musste ihr versprechen, sich in derartige Bräuche keinesfalls einweihen zu lassen.
Als sich Aebutius zuhause weigerte, die Vorbereitung zur Einweihung zu beginnen, warf man ihn aus dem Haus. Der Knabe begab sich zu seiner Tante und brachte auf deren Rat den Fall vor den Konsul Spurius Postumius Albinus, der zunächst Erkundigungen einzog und, nachdem er sich vom Leumund der Kläger überzeugt hatte, entschlossen zu handeln begann. Zunächst ließ er Hispala vor sich bringen und befragte sie, was denn da zur Nachtzeit im Hain der Simila vorgehe. Hispala weigerte sich zunächst Auskunft zu geben, da sie Repressalien der Anhänger des Kultes fürchtete. Schließlich, vom Konsul bedroht und nach dessen Versprechen, ihre Sicherheit zu gewährleisten, berichtete sie alles, was sie über die Orgien wusste.
Sie erzählte, dass früher nur Frauen den Kult ausüben durften und dass die Einweihungen dreimal im Jahr, und zwar tagsüber, stattfanden. Priesterinnen waren vornehme Damen. Das änderte sich völlig, als die aus Kampanien stammende Paculla Annia Priesterin wurde. Die Riten fanden nun fünfmal im Monat zur Nachtzeit statt und Männer wurden eingeweiht, darunter die Söhne der Priesterin, Minius Cerinnius und Herennius Cerinnius. Dann habe die Herrschaft des Lasters begonnen: mit allgemeiner Promiskuität, homosexueller Libertinage, Wahnsinn und Raserei. Dass es so etwas wie Frevel nicht gebe, sei das oberste Motto des Kultes. Wer sich weigerte, teilzunehmen, wurde erst missbraucht und dann umgebracht. Es sei eine unglaubliche Anzahl von Menschen verstrickt in den Kult, fast schon ein zweiter Staat, darunter auch Männer und Frauen aus der Nobilität.
Nachdem der Konsul für die Sicherheit von Hispala und Aebutius, seiner beiden Hauptzeugen, gesorgt hatte, informierte er den Senat, der sich über die Existenz einer so starken Untergrundbewegung bestürzt zeigte, den Staat in Gefahr sah und daher den Konsuln umfassende Vollmachten zur Untersuchung der Umtriebe gab. Für Denunzianten wurden Belohnungen ausgesetzt. Ein Beschluss des Senats sollte nicht nur in Rom, sondern im ganzen römischen Einflussgebiet in Italien bekanntgemacht werden, der alle bacchantischen Feiern verbot. Die kurulischen Ädilen wurden beauftragt, nach den Führern des Kultes zu fahnden, die plebejischen Ädilen wurden angewiesen, Kultfeiern in Rom zu unterbinden. Anschließend wandten sich die Konsuln an das versammelte Volk und setzten es über das dem Staat drohende Unheil in Kenntnis, wobei sie vor allem darauf hinwiesen, dass hier junge Männer sich in einem Lastersumpf wälzten, die später mit der Waffe in der Hand das Vaterland verteidigen sollten, und stellten den Römern die rhetorische Frage, ob denn in Zukunft „die Keuschheit eurer Weiber und Kinder von solchen geschützt werden soll, die von passiver Sodomie besudelt sind?“ Anschließend wurde der Senatsbeschluss verlesen und die Belohnungen für Denunzianten benannt.
Das Ergebnis der Fahndung war über alle Maßen ergiebig. 7000 Personen wurde eine Verwicklung in die Verschwörung zur Last gelegt. Viele versuchten, aus Rom zu fliehen, wurden jedoch an den Stadttoren festgenommen. Jene, die lediglich der Kultgemeinschaft angehört hatten, sich aber nachweislich nicht an Mord, Missbrauch und anderer Untat beteiligt hatten, wurden vermutlich bis zum Abschluss der Verfahren in Präventionshaft genommen. Die anderen (nämlich die Mehrheit) wurden zum Tode verurteilt. Im Falle der Frauen überließ man im Rahmen der patria potestas die Vollstreckung des Urteils ihren Familien. War von den Verwandten keiner dazu bereit oder fähig, erfolgte eine öffentliche Hinrichtung. Alsdann wurden die bacchischen Schreine zerstört, nicht nur in Rom, sondern im gesamten römischen Einflussgebiet. Nur dort, wo sich ein besonders altehrwürdiger Altar oder ein geheiligtes Kultbild befand, sah man von der Zerstörung ab. Als letztes sollten Hispala und Aebutius ihre Belohnung empfangen. Beide erhielten je 100.000 As aus der Staatskasse, Hispala wurde zudem einer freigeborenen Frau weitgehend gleichgestellt.

## Senatus consultum de Bacchanalibus

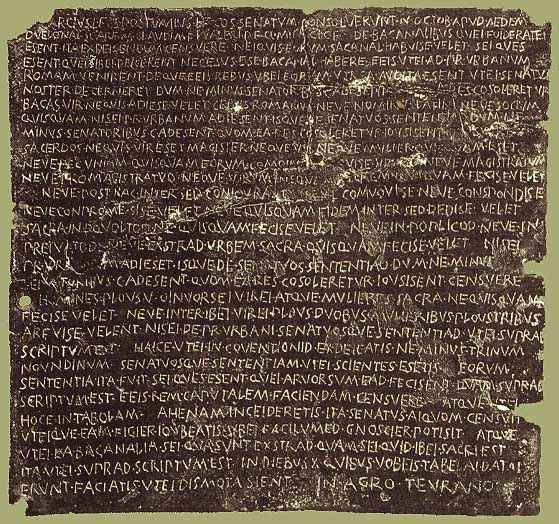
Bronzetafel aus Tiriolo mit dem Text des Senatus consultum de Bacchanalibus

Die zweite wichtige Quelle zu den Geschehnissen von 186 v. Chr. ist die Inschrift mit dem Text eines Senatsbeschlusses über die Bacchanalien, der Bestimmungen über diese Zusammenkünfte enthält. Es wird darin deutlich, dass der Senat die Kultvereine als staatsbedrohend ansah und ihnen daher alle Vereinsrechte wie die Wahl eines Vorstands oder die Einrichtung einer Vereinskasse untersagte. Der Senat als Genehmigungsinstanz übernahm die vollständige Kontrolle.
Es handelt sich bei dem überlieferten Text um eine Bronzetafel, die 1640 in Tiriolo, Provinz Catanzaro in Kalabrien, gefunden wurde. Heute befindet sich die Tafel im Kunsthistorischen Museum in Wien.
Übersetzung der Inschrift von Tiriolo:
Quintus Marcius, Sohn des Lucius [und] Spurius Postumius, Sohn des Lucius, beriefen als Konsuln den Senat an den Nonen des Oktober [7. Okt. 186 v. Chr.] beim Tempel der Bellona ein. Verantwortlich für die schriftliche Fassung waren Marcus Claudius, Sohn des Marcus, Lucius Valerius, Sohn des Publius [und] Quintus Minucius, Sohn des Caius.
Bezüglich der Bacchanalienfeiern beschlossen sie folgende Proklamation für die [mit Rom] Verbündeten: Niemand von ihnen darf [einen Platz für] ein Bacchanal haben. Sollte es Personen geben, die erklären, [einen Platz für] ein Bacchanal nötig zu haben, müssen sie zum Stadtprätor nach Rom kommen, und nach ihrer Anhörung soll unser Senat in Anwesenheit von mindestens 100 Senatoren bei dieser Verhandlung darüber entscheiden. Niemand darf unter die Bacchen sich mischen, sei er ein römischer Bürger, Latiner oder einer der Bundesgenossen, falls er nicht [zuvor] den Stadtprätor aufgesucht und von ihm Erlaubnis dazu erhalten hat mit Billigung des Senats in Anwesenheit von mindestens 100 Senatoren bei der Verhandlung.
[Dies haben die Senatoren] beschlossen.
Kein Mann darf Priester sein; kein Mann und keine Frau darf Vorsteher[in] sein; keiner von ihnen darf eine gemeinsame Kasse führen; weder einen [geschäftsführenden] Beamten, noch einen Stellvertreter, sei er männlich oder weiblich, darf jemand bestellen. Fortan dürfen sie untereinander weder durch Schwur, noch durch Gelöbnis, weder durch Vertrag, noch durch eine Zusage verbinden, noch sich gegenseitig das Wort geben. Niemand darf die Rituale im Geheimen durchführen, noch darf jemand die Rituale auf öffentlichem oder privatem Boden, noch außerhalb der Stadt stattfinden lassen, falls er nicht [zuvor] zum Stadtprätor geht und dieser die Genehmigung erteilt mit Billigung des Senats in Anwesenheit von mindestens 100 Senatoren bei der Verhandlung.
[Dies haben die Senatoren] beschlossen.
Mehr als fünf Personen insgesamt, Männer und Frauen, dürfen keine Rituale veranstalten, noch dürfen unter ihnen mehr als zwei Männer [bzw.] mehr als drei Frauen [an den Ritualen] teilnehmen ohne [entsprechende] Genehmigung durch den Stadtprätor und den Senat, wie oben ausgeführt.
Dies sollt ihr in der [Volks-]Versammlung verkünden an mindestens drei Markttagen und den Senatsbeschluss zur Kenntnis nehmen mit folgendem Inhalt: Wenn jemand gegen die oben ausgeführten Bestimmungen verstößt, soll ihm der Kapitalprozess gemacht werden, [wie die Senatoren] beschlossen [haben]. Und dies sollt ihr auf eine Bronzetafel gravieren – so hielt es der Senat für angemessen – und diese anbringen lassen, wo sie am besten zur Kenntnis genommen werden kann. Und die [Plätze für] Bacchanalien sollen, falls es welche gibt – ausgenommen, es läge ein religiöser Hintergrund vor – so wie oben ausgeführt, innerhalb von 10 Tagen, nachdem euch diese Schriftstücke übergeben worden sind, beseitigt werden. [Von zweiter Hand?] Auf dem Gebiet von Teura [Terina?].

## Rechtshistorische Aspekte
Bis auf den Giftmord (veneficium) handelte es sich bei sämtlichen Tatbeständen, die den Anhängern des Bacchuskultes zur Last gelegt wurden, um privatrechtliche Kapitaldelikte (delicta). Diese waren im Zwölftafelgesetz normiert und wurden zur Zeit der geschilderten Vorfälle nur auf Privatanzeige in einem Zivilverfahren (iudicum privatum) verfolgt. Die Vielzahl der Delikte sowie die konspirative Vorgehensweise der Täter veranlassten den römischen Senat jedoch, die öffentliche Sicherheit und Ordnung als konkret gefährdet anzusehen. Daher wurden die Privatdelikte zum Gegenstand einer öffentlichen Sache (res publica) erklärt, die als Verbrechen gegen den Staat (crimina) amtlich, durch den mit Sondervollmachten ausgestatteten Konsul verfolgt und in einem Strafverfahren (iudicium publicum) verhandelt wurden.